# Vori (Tymbaki)
Vori (griechisch Βώροι (n. pl.)) ist ein Ort in der Messara-Ebene im Süden der griechischen Insel Kreta und gehört zum Gemeindebezirk Tymbaki in der Gemeinde Festos. Der Ort teilt sich in zwei Teile, in das ältere Katochori (griechisch Κατωχώρι = unteres Dorf) und das nördlich gelegene Panochori (griechisch Πανοχώρι = oberes Dorf).

## Benennung
Einer Sage zufolge soll der Ort nach Boros, einem Sohn von Rhadamanthys, dem König von Phaistos, benannt worden sein. Ein anderer Erklärungsversuch besagt, dass sich der Name von dem griechischen Wort für Norden (griechisch βοριάς) ableitet, weil der Ort nördlich der antiken Stadt Phaistos liege.

## Geschichte
1394 wurde das Dorf erstmals erwähnt. Doch sowohl Keramiken aus dem 12. Jahrhundert, die bei Bauarbeiten entdeckt wurden, als auch Fresken in der Kirche Agios Ioannes aus dem Anfang des 14. Jahrhunderts belegen, dass die Gegend schon früher bewohnt war. Nach dem venezianischen Chronisten Petros Kastrofylaka hatte Vorus, wie es damals hieß, im Jahre 1583 312 Einwohner und laut Volkszählung im Jahre 1834 lebten hier 25 christliche und 5 muslimische Familien. Am 31. Januar 1925 wurde die Gemeinde Vorron (griechisch Βόρρων) gegründet, deren Name am 16. Oktober 1940 in die heutige Form geändert wurde. Seit 1995 hat Vori eine Partnerschaft mit der französischen Gemeinde Camblanes-et-Meynac.

## Sehenswertes

### Kretisches Ethnologisches Museum
In Vori gibt es das Kretische Ethnologische Museum, in dem die Kultur, die Landwirtschaft und das Handwerk der letzten 500 Jahre dem Besucher nähergebracht wird.

### Kirchen
Im alten Ortsteil gibt es die Kirche Agios Ioannis, die im 12. Jahrhundert erbaut und im 13.–14. Jahrhundert mit neuem Vestibül versehen wurde. An den Wänden sind nur noch wenige Reste der Fresken aus dem 14. Jahrhundert erhalten. Die Kirche Agia Pelagia im Westen des Ortes stammt aus dem 16. Jahrhundert und die Hauptkirche, die der Jungfrau Maria geweiht ist, wurde zwischen 1864 und 1881 errichtet.
Südwestlich des Ortes, an der Hauptstraße nach Tymbaki, steht die Kirche Agios Georgios Kontaras (auch Agios Georgios Kontouratou genannt) aus dem 12. Jahrhundert. Die Fresken sind gut erhalten und zeigen unter anderem den heiligen Georg auf einem weißen Pferd.
Zwei Kilometer nördlich des Dorfes befindet sich die Kirche des ehemaligen Klosters Panagia Kardiotissa.

## Fotogalerie

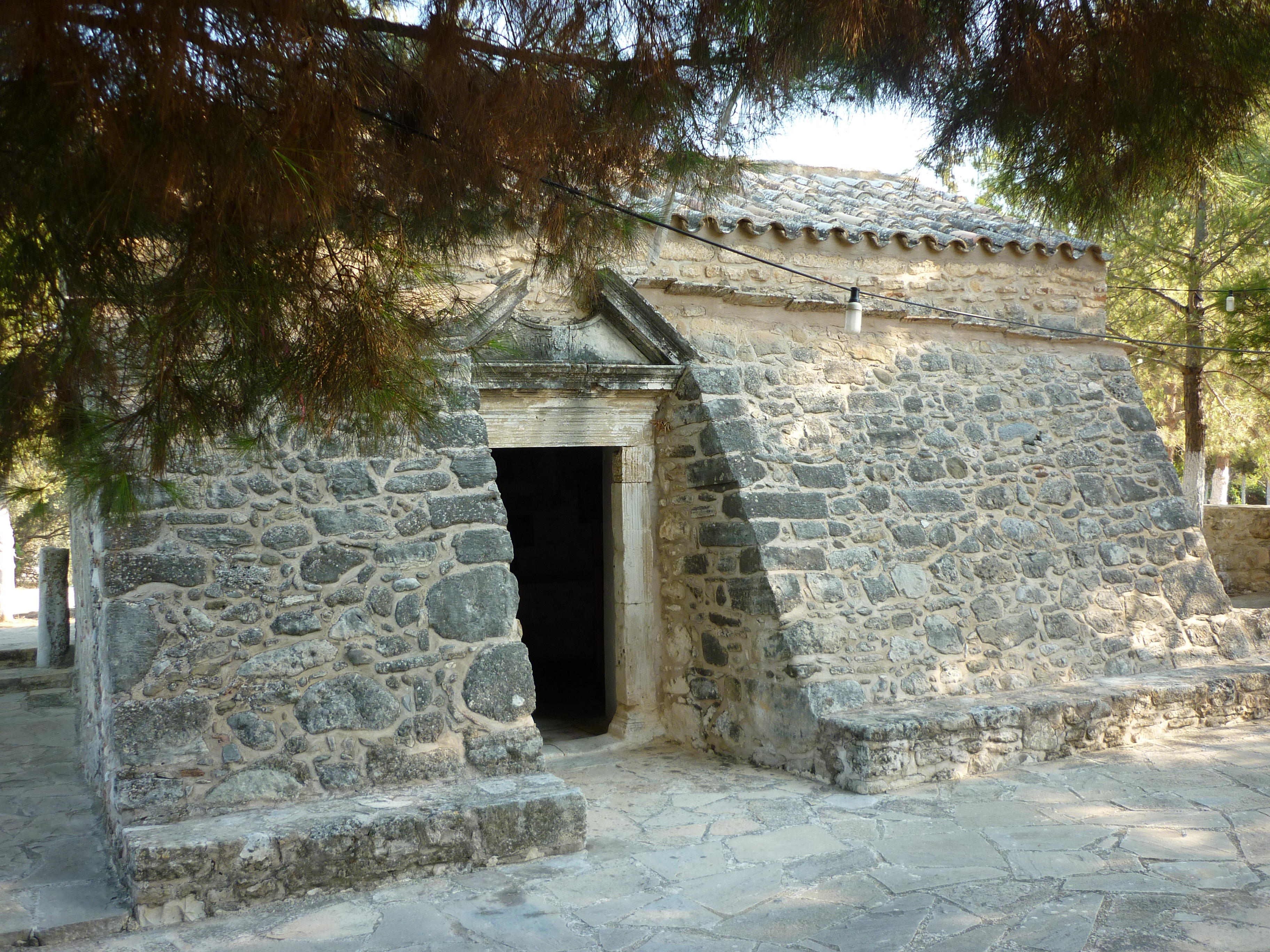
Kirche Agios Georgios Kontaras
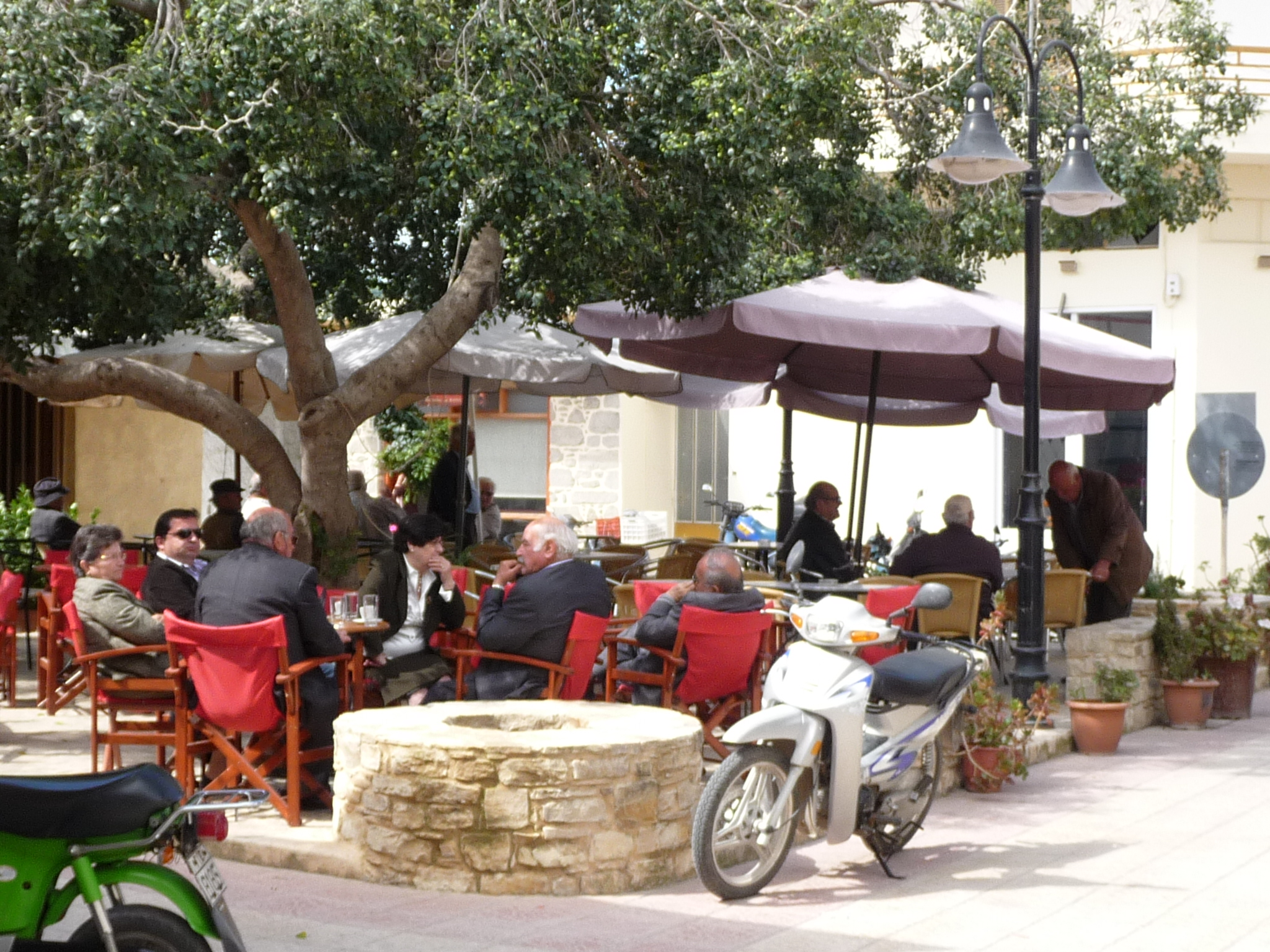
Zentraler Platz
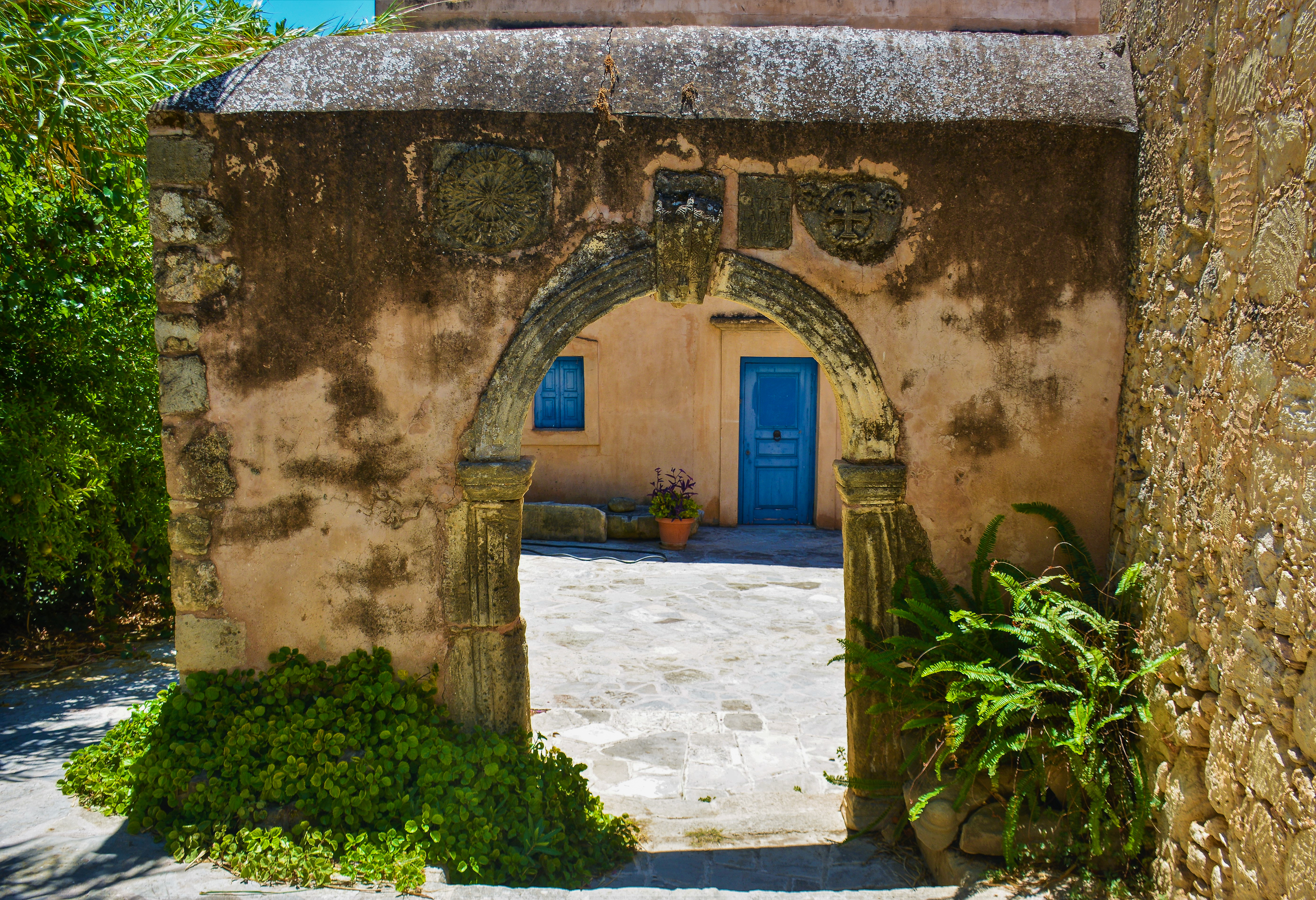
Museum
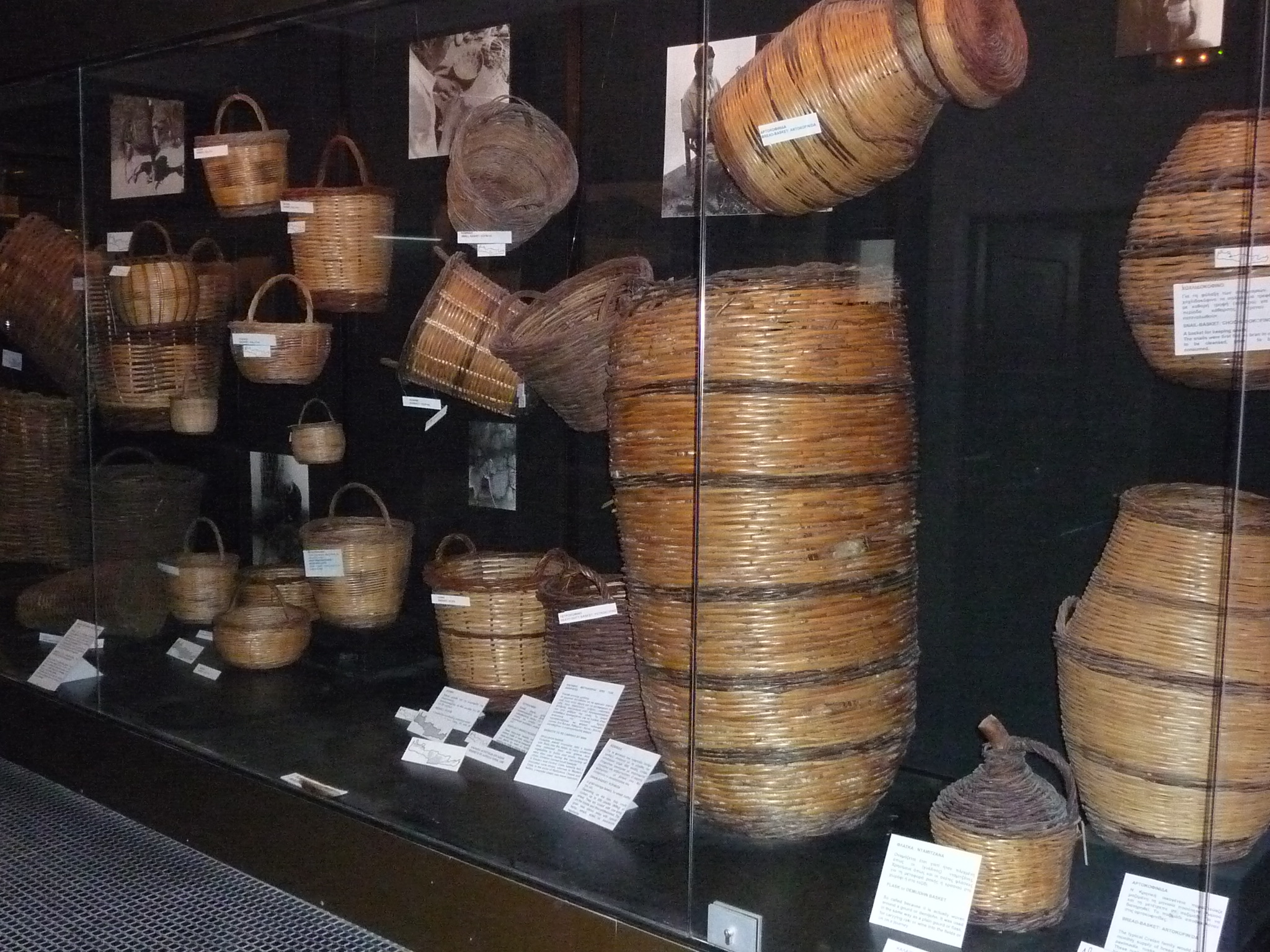
Korbwaren in Museum
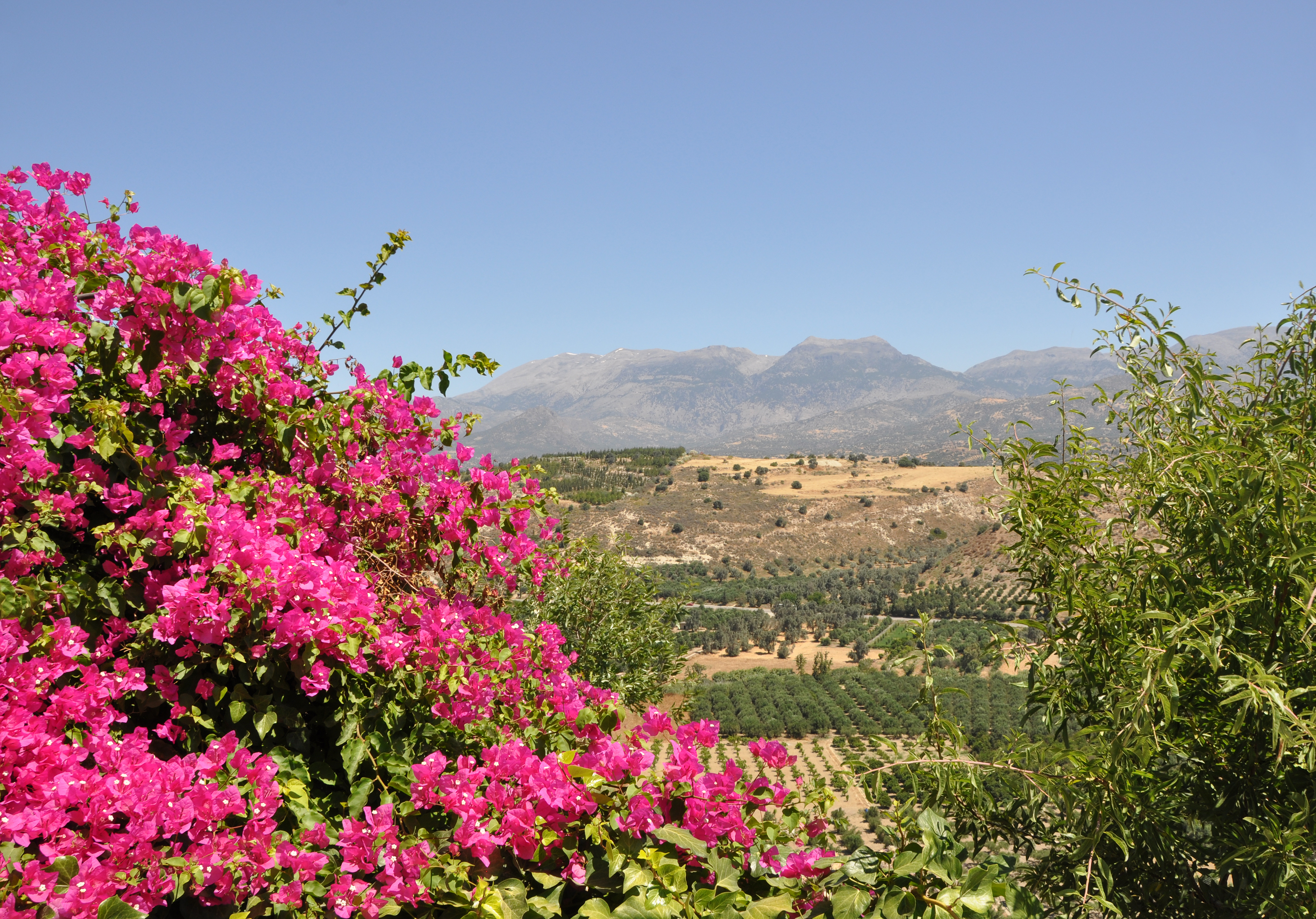
Landschaft bei Vori
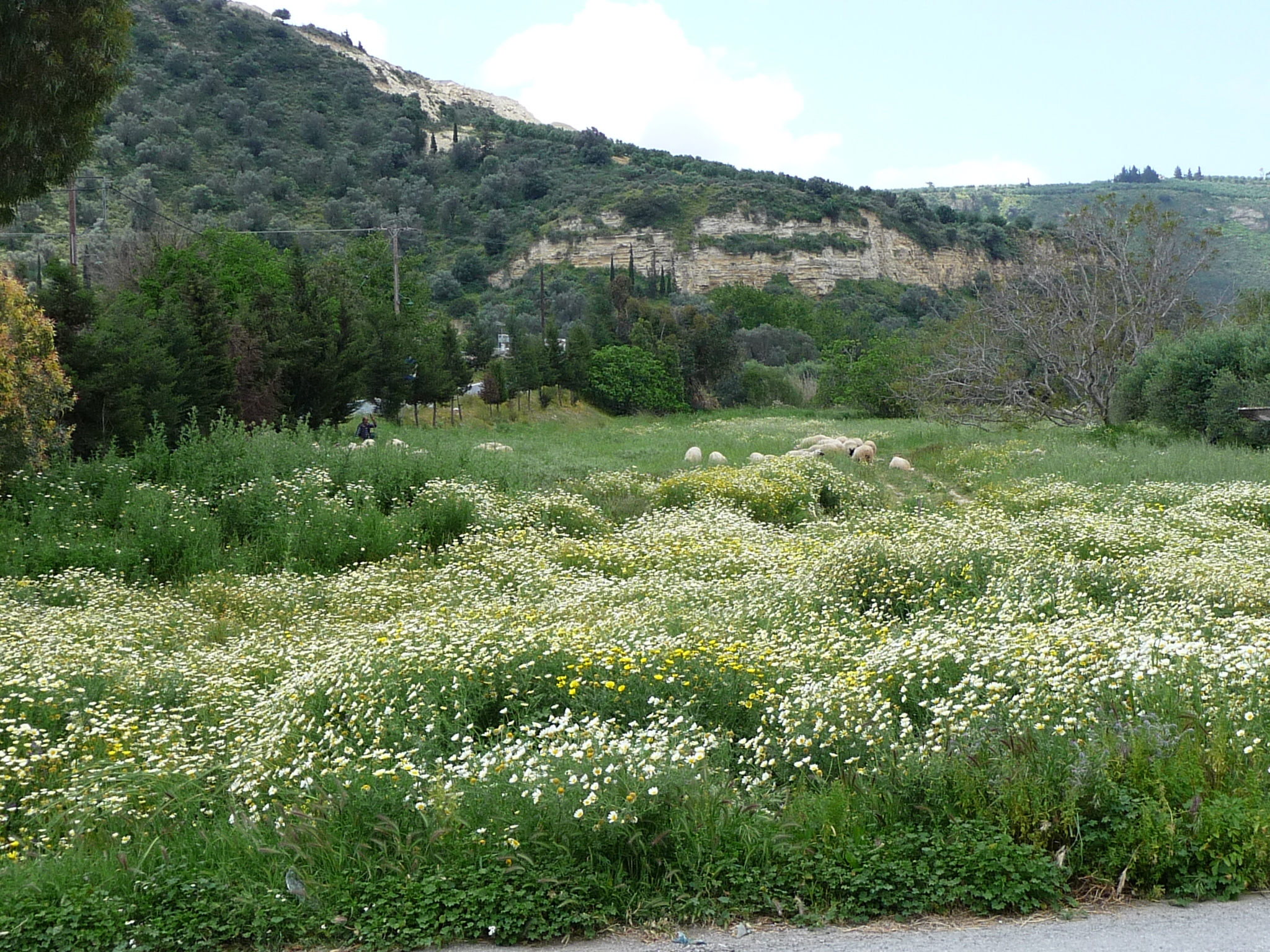
Landschaft bei Vori